# Seznam boloňských biskupů a arcibiskupů

## Biskupové v Boloni
- Svatý Zama (4. stol.)
- Svatý Faustin (Faustinian) (zmíněn 342/344)
- Domiziano
- Gioviano
- Svatý Eusebius (asi 370 – po 381)
- Eustasio (před 390 – po 397)
- Svatý Felice (po 397 – † asi 431)
- Svatý Petronius (asi 431 – † asi 450)
- Marcello
- Svatý Partenianus
- Giuliano I.
- Geronzio
- Svatý Teodor I.
- Lussorio
- Svatý Tertullian
- Svatý Giocondo (zmíněn 496)
- Teodoro II.
- Clemente
- Pietro I.
- Germano
- Costantino
- Giuliano II.
- Adeodato
- Giustiniano
- Luminoso (zmíněn 649)
- Donno
- Vittore I. (zmíněn 680)
- Eliseo
- Gaudenzio
- Clausino (asi 731)
- Barbato (před 736 – po 744)
- Romano (před 752 – po 756)
- Pietro II (zmíněn 786)
- Vitale (zmíněn 801)
- Martino I.
- Teodoro III. (před 814 – 825)
- Cristoforo (zmíněn 827)
- Martino II.
- Pietro III.
- Orso
- Giovanni I. (před 880 – po 881)
- Severo (před 884 – po 898)
  - Maimberto (vzdorobiskup)
- Pietro IV. (? – † 905)
- Giovanni II.
- Alberto (před 955 – 983)
- Giovanni III. (před 997 – † 1017)
- Frogerio (asi 1017 – asi 1028/29, rezignoval)
- Adalfred (1030 – † asi 1061)
- Lamberto (před 1062 – po 1074)
- Gerardo I. (1079 – po 1089)
  - Sigifredo (? – † 1085), vzdorobiskup
- Bernardo (před 1096 – † 1104)
  - Pietro (vzdorobiskup)
- Vittore II. (1105 – † 1129)
- Enrico I (před 1130 – † 1145)
- Gerardo Grassi (před 1148 – † 1165)
  - Samuele, vzdorobiskup
- Giovanni IV. (před 1169 – † 1187)
- Gerardo di Gisla (1187 – † 1198)
- Gerardo Ariosti (1198–1213)
- Enrico della Fratta (1213–1240)
  - Ottaviano degli Ubaldini (1240–1244), apoštolský administrátor
- Giacomo Boncambi, O.P. (1244 – † 1260)
- Ottaviano II degli Ubaldini (1260 – † 1295)
- Schiatta degli Ubaldini (1295 – † 1298)
- Giovanni Savelli, O.P. (1299 – † 1302)
- Uberto Avvocati (1302 – † 1322)
- Arnaud Sabatier di Cahors (1322–1330), poté jmenován biskupem v Riez
- Stefano Agonet (1330 – † 1332)
- Bertrand de Fumel (1332 – 1339), poté jmenován biskupem v Nevers
- Beltramino Parravicini (1340 – † 1350)
- Giovanni di Naso, O.P. (1350 – † 1361)
- Almerico Cathy (1361–1371), poté jmenován biskupem v Limoges
- Bernardo de Bonnevalle (1371–1378)
  - Filippo Caraffa (1378 – † 1389), apoštolský administrátor
- Cosimo de' Migliorati (1389–1390), jmenován papežem
- Rolando da Imola, O.P. (1390)
- Bartolomeo Raimondi, O.S.B. (1392 – † 1406)
- Antonio Correr, C.R.S.G.A. (1407–1412)
- Giovanni di Michele, O.S.B. ( 1412–1417)
- Blahoslavený Niccolò Albergati, O.Cart. (1417)
  - Ludovico Trevisano (Scarampi) (1443–1444), apoštolský administrátor
- Nicolò Zanolini, C.R.L. (1444 – † 1444), zvolený biskup
- Tomaso Parentucelli (1444–1447) jmenován papežem
- Giovanni del Poggio (1447 – † 1447)
- Filippo Calandrini ( 1447 – † 1476)
  - Francesco Gonzaga (1476 – † 1483), apoštolský administrátor
- kardinál Giuliano della Rovere (1483–1502), poté jmenován biskupem ve Vercelli, později zvolen papežem
- Giovanni Stefano Ferrero (1502 – † 1510)
  - kardinál  Francesco Alidosi (1510 – † 1511), apoštolský administrátor
- kardinál Achille Grassi (1511–1518)
- kardinál Giulio de' Medici (1518)
  - kardinál Achille Grassi (1518 – † 1523), apoštolský administrátor
- kardinál Lorenzo Campeggi ( 1523–1525)
  - kardinál Andrea della Valle (1525–1526), apoštolský administrátor
- kardinál Alessandro Campeggi (1526–1553)
- Giovanni Campeggi (1553 – † 1563)
  - kardinál Ranuccio Farnese (1564 – † 1565), apoštolský administrátor
- kardinál Gabrielle Paleotti (1566 – † 1597), od r. 1582 jako arcibiskup

## Arcibiskupové (od 1582)
- kardinál Gabriele Paleotti (1566 – † 1597)
- Alfonso Paleotti (1597 – † 1610)
- kardinál Scipione Caffarelli-Borghese (1610–1612)
- kardinál Alessandro Ludovisi (1612–1621), poté zvolen papežem
- kardinál Ludovico Ludovisi ( 1621 – † 1632)
- kardinál Girolamo Colonna (1632–1645)
- kardinál Niccolò Albergati-Ludovisi (1645–1651)
- kardinál Girolamo Boncompagni (1651 – † 1684)
- kardinál Angelo Maria Ranuzzi (1688 – † 1689)
- kardinál Giacomo Boncompagni (1690 – † 1731)
- kardinál Prospero Lambertini (1731–1740), poté zvolen papežem
- kardinál Vincenzo Malvezzi Bonfioli (1754 – † 1775)
- kardinál Andrea Gioannetti, O.S.B.Cam. (1777 – † 1800)
  - neobsazeno (1800–1802)
- kardinál Carlo Oppizzoni (1802 – † 1855)
- kardinál Michele Viale Prelà (1855 – † 1860)
  - neobsazeno (1860–1863)
- kardinál Filippo Maria Guidi, O.P. (1863–1871)
- kardinál Carlo Luigi Morichini ( 1871–1876)
- kardinál Lucido Maria Parocchi (1877–1882)
- kardinál Francesco Battaglini (1882 – † 1892)
- kardinál Serafino Vannutelli (1893), poté jmenován biskupem ve Frascati
- kardinál Domenico Svampa (1894 – † 1907)
- kardinál Giacomo della Chiesa (1907–1914), zvolen papežem
- kardinál  Giorgio Gusmini (1914 – † 1921)
- kardinál Giovanni Battista Nasalli Rocca di Corneliano (1921 – † 1952)
- kardinál Giacomo Lercaro (1952–1968)
- kardinál Antonio Poma (1968–1983)
- Enrico Manfredini (1983 – † 1983)
- kardinál Giacomo Biffi (1984–2003)
- kardinál Carlo Caffarra (2003–2015)
- kardinál Matteo Maria Zuppi (od 2015)